# Квиток на планету Транай
«Квиток на планету Транай» (англ. A Ticket to Tranai) — сатирично-іронічна повість Роберта Шеклі у жанрі «фантастика».
Вперше повість було опубліковано в журналі Galaxy Science Fiction (1955/№ 10) та в збірнику «Громадянин у космосі» (Citizen in Space, 1955).

## Сюжет
Марвін Гудмен, який втомився від сильного уряду Землі, соціальної несправедливості та пасивності обивателів, почув від старого «космічного вовка» оповідь про планету Транай — ліберальну Утопію. Подолавши безліч складнощів, він дістається іншого краю галактики і стає громадянином планети Транай. Планета вже шість століть живе без воєн, злочинності, корупції та злиднів.
Такого стану речей жителі Траная досягли специфічними методами — вони зганяють свою злість і агресію руйнуванням домашніх роботів. Крім того, на Транаї узаконено пограбування та жебрацтво, а в деяких випадках — і убивство (за умови, якщо людина не буде вбивати багато). Урядовцям на Транаї дозволено застрелити будь-яку людину (наприклад, за те, що вона скоїла забагато вбивств, «у нас вважається, що той, кого застрелив урядовець, заслуговував на це»).
А в політиків на шиях були медальйони, начинені вибухівкою з дистанційним підривом. Будь якому громадянину було дозволено активувати детонатор медальйона натисканням кнопки у так званій «цивільній приймальні». Це подається, як радикальний засіб демократизації та боротьби з корупцією.
Пізнавши такі блага, Гудмен зажадав повернутися на Землю, а планету Транай — любити здалеку, розповідаючи про неї як про найпрекрасніший зі світів.